# Unitate frazeologică
În frazeologie, o unitate frazeologică, un frazem sau un frazeologism este o îmbinare mai mult sau mai puțin fixă de cuvinte, care se opune prin această caracteristică îmbinării libere de cuvinte.
În legătură cu această noțiune nu există o viziune unitară printre cercetători, fiind controversate denumirile diferitelor tipuri de unități frazeologice, definirea acestor tipuri, delimitarea lor unele de altele și clasificarea lor.

## Probleme terminologice
Pentru diversele îmbinări de cuvinte parțial sau total fixe se întâlnesc o mulțime de termeni. Pe de o parte sunt folosiți mai mulți termeni pentru același tip de îmbinare, pe de altă parte – un singur termen pentru mai multe tipuri.
În literatura română de specialitate au fost repertoriați, în ordine alfabetică: aforism, citat celebru, clișeu, clișeu lingvistic, colocație, comparație proverbială, compus, eponim, expresie, expresie frazeologică, expresie idiomatică, expresie la modă, expresie perifrastică, expresie proverbială, expresii în limbi clasice, expresii în limbi moderne, formulă convențională, frazem, frazeologism, idiom, idiom funcțional, idiom lexemic, idiomatism, idiotism, izolare, izolare livrescă, locuțiune, locuțiune figurată, locuțiune proverbială, maximă, parimie, parte de vorbire cu determinare obligatorie, perifrază proverbială, proverb, sentință, sintagmă, unitate frazeologică, wellerism, zicală. Acestora li se adaugă „construcție idiomatică” și „entitate frazeologică”.
În lucrări franceze, Kocourek (1982) a găsit 27 de asemenea termeni. Tot în limba franceză, diverși autori citează din lucrări ale altora sau folosesc ei înșiși și mai mulți alți termeni.
În engleză, Kocourek 1982 a inventariat 15 termeni. În alte surse se găsesc în plus și mai mulți.
Printre toți acești termeni sunt unii care denumesc anumite tipuri de îmbinări de cuvinte, de exemplu „citat celebru”, alții care înglobează câteva tipuri, de exemplu „parimie” (vezi mai jos secțiunea Parimii), și alții care îi înglobează pe toți. Dintre aceștia, cel mai frecvent se folosesc:
- unitate frazeologică – en  phraseological unit – fr  unité phrasélogique;
- frazem – en  phraseme – fr  phrasème;
- frazeologism – en  phraseologism – fr  phraséologisme.

## Delimitarea noțiunii de unitate frazeologică
Nu toți cercetătorii sunt de acord cu ce îmbinări de cuvinte ar trebui studiate ca unități frazeologice. Dintre cele enumerate mai sus, unii exclud citatele, proverbele, zicalele, maximele, sentințele, formulele de poveste, pe când alții le includ printre acestea. Unii ligviști includ printre unitățile frazeologice și așa-numitul, în franceză, phrasème pragmatique („frazem pragmatic”), pragmatème („pragmatem”), énoncé lié à une situation („enunț legat de o situație”), expression liée („expresie legată”), formule situationnelle („formulă situațională”) sau phrase situationnelle („propoziție/frază situațională”), care au făcut inițial numai obiectul altei ramuri a lingvisticii, pragmatica. În categoria parimiilor, din care fac parte tradițional proverbele, dictoanele, aforismele, maximele și sentințele, unii cercetători includ și devizele și sloganurile comerciale și politice sau sociale.

## Încercări de clasificare
Sunt mai mulți lingviști care au încercat o clasificare a unităților frazeologice.
A. P. Cowie propune următoarea clasificare a îmbinărilor de cuvinte:
- free combinations „îmbinări libere”: blow a trumpet „a sufla în trompetă”;
- word-combinations „îmbinări (fixe) de cuvinte”:

- semantic combinations „îmbinări semantice”:

– collocations „colocații”: blow a fuse „a face să sară o siguranță”;
– figurative idioms „expresii idiomatice figurate”: blow your own trumpet „a se da mare” (literal „a-și sufla în propria trompetă”);
– pure idioms „expresii idiomatice pure”: blow the gaff „a bate toba” (a divulga un secret) (lit. „a sufla în cornul de ceață”);
- pragmatic combinations „îmbinări pragmatice”:

– proverbs „proverbe”: Many hands make light work (lit. „Multe mâini fac munca ușoară”);
– catchphrases: If you can't stand the heat, get out of the kitchen (lit. „Dacă nu suporți căldura, ieși din bucătărie”);
– slogans „sloganuri (comerciale)”: X refreshes the parts that other beers cannot reach (lit. „X răcorește organe la care alte beri nu ajung”);
– formulae „formule”:
– routine formulae „formule de rutină”: Good morning! „Bună dimineața!”
– speech formulae „formule de (acte de) vorbire”: you know what I mean „mă-nțelegi”.
Granger și Paquot (2008) fac o clasificare ținând seama și de alte clasificări, inclusiv cea a lui Cowie:
- phrasemes „frazeme”:

- referential phrasemes „frazeme referențiale”;

– (lexical) collocations „colocații (lexicale)”;
– idioms „expresii idiomatice”;
– irreversible bi- and trinomials;
– similes „comparații”;
– compounds „compuse”;
– phrasal verbs;
– grammatical collocations „colocații gramaticale”;
- textual phrasemes „frazeme textuale”:

– complex prepositions „locuțiuni prepoziționale”;
– complex conjunctions „locuțiuni conjuncționale”;
– linking adverbials „articulatori logici”;
– textual sentence stems;
- communicative phrasemes „frazeme comunicative”:

– speech act formulae „formule de acte de vorbire”;
– attitudinal formulae „formule atitudinale”;
– proverbs and proverb fragments „proverbe și părți de proverbe”;
– commonplaces „locuri comune, stereotipuri”;
– slogans „sloganuri”;
– idiomatic sentences „propoziții idiomatice”;
– quotations „citate”.

## Câteva tipuri de unități frazeologice
Stabilirea tipurilor de unități frazeologice și delimitarea acestor tipuri unul de altul sunt de asemenea controversate. Este tipică pentru aceasta discuția în jurul noțiunilor „expresie” și „locuțiune”. Unii lingviști le consideră sinonime, alții le disting prin caracterul figurat al primei față de lipsa acestuia în cazul celei de-a doua, admițând că ambele sunt unități frazeologice, iar alții le disting excluzând totodată locuțiunile din domeniul frazeologiei, deoarece acestea sunt echivalente ale unor părți de vorbire.
Diferiții autori sunt de acord cu faptul că tipurile de unități frazeologice diferă în primul rând prin gradul lor de fixitate. Acest grad depinde de frecvența folosirii îmbinărilor de cuvinte care le stau la bază.
Fixitatea este privită din trei puncte de vedere:
- Fixitatea semantică constă în caracterul parțial sau total non-compozițional al unității frazeologice, adică în trăsătura de a avea cel puțin o parte în care elementele ei componente și-au pierdut sensul individual și au împreună un sens nou.
- Fixitatea lexicală se referă la gradul de limitare a co-ocurențelor în privința elementelor componente ale unității frazeologice, adică la posibilitatea redusă sau imposibilitatea ca unul sau altul din elemente să fie înlocuite cu un sinonim sau cu un cuvânt de pe aceeași axă paradigmatică.
- Fixitatea morfosintactică constă în posibilitatea redusă sau imposibilitatea transformărilor prin flexiune, a schimbărilor de topică, a dezvoltării cu elemente noi etc.

Gama tipurilor de unități frazeologice merge de la cele cu gradul cel mai mic de fixitate din unul din aceste puncte de vedere, din două sau din toate trei, până la cele cu gradul maxim de fixitate. Gradul de fixitate este diferit și în cadrul unor tipuri de unități frazeologice, de aceea este dificilă delimitarea diferitelor tipuri.

### Colocația
Unitățile frazeologice cu cel mai mic grad de fixitate sunt numite de unii lingviști colocații, frecvente atât în limbajul obișnuit, cât și în limbajele de specialitate.
Colocația este o îmbinare de cuvinte compozițională, adică acestea apar cu sensul lor individual și în îmbinare, astfel sensul colocației este transparent. Colocațiile sunt niște solidarități lexicale care apar în urma unor preferințe pentru anumite combinații, ceea ce se constată din frecvența de co-ocurență relativ mare a elementelor lor componente. Totodată, colocația este supusă unor limitări combinaționale. Un exemplu este în franceză s’attendre au pire „a se aștepta la ce e mai rău”, în care nu se poate înlocui pire cu niciun alt cuvânt, bunăoară nu se poate spune *s’attendre au meilleur „a se aștepta la ce e mai bun”.
Colocația are un pivot, o bază colocativă, cel mai adesea un substantiv sau un verb, uneori un adjectiv sau un adverb. Pivotul „își alege” anumiți sateliți ce formează domeniul său colocativ. De exemplu, cuvântul pivot lege poate intra în următoarele colocații: a promulga o lege, a anula/aboli/abroga o lege, a modifica o lege, a face legea, a respecta legea, a se supune legii.

### Expresia frazeologică
Față de exemplele anterioare există și îmbinări semantic mai opace, în care numai unul din componente se folosește cu sensul propriu, și care se apropie de unități frazeologice cu fixitate mai mare. Astfel este, de exemplu, fr  frousse bleue „frică mare” (literal „frică albastră”), în care numai adjectivul de culoare bleue poate fi asociat cu frousse. Unii lingviști numesc asemenea îmbinări tot colocații, dar se întâlnește pentru acestea și termenul expresie frazeologică, pentru care se dau exemple ca noapte albă sau șoarece de bibliotecă. Tot printre acestea s-ar include și comparațiile în care comparatul este folosit cu sensul său obișnuit: lung ca o zi de post, negru ca pana corbului.

### Expresia idiomatică
Această unitate frazeologică se caracterizează printr-o fixitate mai mare din toate cele trei puncte de vedere amintite decât colocația și expresia frazeologică, având un sens total non-compozițional. De asemenea, niciun element component al său nu poate fi înlocuit cu un sinonim sau cu un cuvânt de pe aceeași axă paradigmatică. Doar blocajul transformărilor morfosintactice nu este total în cazul lor. Unii autori consideră și caracterul metaforic sau figurat al întregii expresii o condiție necesară pentru ca aceasta să fie idiomatică. Exemple: a tăia frunză la câini (metaforă), a se zbate ca peștele pe uscat (comparație cu ambii termeni figurați).

### Locuțiunea
Locuțiunea este o unitate frazeologică ce prezintă un grad relativ mare de fixitate semantică, lexicală și morfosintactică. În plus, din acest ultim punct de vedere, constituie o singură parte de vorbire, deseori sinonimă cu un cuvânt. Ea poate fi nefigurată, de exemplu cine știe cine = cineva sau metaforică nod în papură = cusur.

### Unitatea frazeologică pragmatică
Printre unitățile frazeologice sunt și unele propoziții folosite aproape automat și în mod recurent de către vorbitorii nativi ai unei limbi. Acestea sunt declanșate de diversele situații de comunicare în care se află, și prin ele vorbitorul realizează diverse intenții de comunicare: acționează asupra destinatarului, exprimă o atitudine față de acesta, își exprimă sentimente și stări psihice sau fizice, intră în contact cu destinatarul, se conformează convențiilor sociale, și foarte multe altele. Unii autori includ printre unitățile frazeologice pragmatice și proverbele, dictoanele și sloganele. Terminologia nu este unitară nici în domeniul acestor unități.
Unitățile frazeologice pragmatice se deosebesc de celelalte tipuri de asemenea unități prin unele caracteristici. În primul rând sunt supuse unei constrângeri specifice, aceea că unitatea întreagă este comandată de o anumită situație, o anumită intenție de comunicare. De exemplu, propoziția fr  Ferme ta gueule! „Ține-ți fleanca!” (lit. „Închide-ți botul!”) poate fi folosită numai pentru a-l face pe destinatar să tacă. În al doilea rând, nu este tipic pentru aceste unități caracterul figurat.
Pe de altă parte, existând foarte multe feluri de situații în care se folosesc unități frazeologice pragmatice, gradul lor de fixitate este diferit. Sensul uneia precum Ferme ta gueule! este interpretabil pornind de la componentele sale. Și fixitatea lexicală a acestei unități este relativă, Ferme ta gueule! putând deveni cu același sens pragmatic Ferme ton clapet! De asemenea, ea acceptă și unele manipulări morfosintactice: trecerea la plural (Fermez vos gueules! „Țineți-vă fleanca!”), dezvoltarea (Ferme ta sale gueule! „Ține-ți fleanca aia spurcată!”), înlocuirea cu un pronume a substantivului (Ferme-la!), eliminarea predicatului (Ta gueule! „Gura!”).
Alte unități frazeologice pragmatice devin practic formule prin fixitatea lor totală sau aproape totală. De pildă, o propoziție ca fr  C’est trop facile! are sens compozițional dacă este o îmbinare liberă de cuvinte: „Este prea ușor!” (de exemplu un exercițiu). În schimb, ca unitate frazeologică pragmatică servește la respingerea unei scuze (Luc est en retard et a prétexté une grève. C’est trop facile! „Luc a întârziat și zice că din cauza unei greve. Nu ține!”), sensul său fiind non-compozițional, nedeductibil din sensul fiecărui element component. De asemenea, nu acceptă nicio transformare lexicală sau morfosintactică fără să-și piardă caracterul de unitate frazeologică.
Cowie 2001 deosebește două categorii de formule pragmatice:
- Formulele de rutină (en  routine formulae) sunt cele impuse de convențiile sociale în contactele dintre oameni. Astfel sunt saluturile (Good morning! „Bună dimineața!”), urările (Many happy returns of the day! „La mulți ani!”) sau cele folosite cu ocazia prezentării (Pleased to meet you „Îmi pare bine de cunoștință”). Cowie include aici și atenționările orale sau scrise (Mind the step! „Atenție! Treaptă!”).
- Formulele de (acte) de vorbire (en  speech formulae) sunt enunțuri folosite în cursul comunicării pentru a realiza foarte multe intenții de comunicare: a întări o afirmație (I can tell you „pot să-ți spun”), a prezenta o afirmație ca surprinzătoare (Would you bilieve it? „Îți vine să crezi?”), a exprima neînțelegerea (I beg your pardon? „Poftim?”), a verifica înțelegerea (Are you with me? „(Poți să) mă urmărești?”) etc.

Unele unități frazeologice pragmatice de tip formulă devin propoziții atipice din punct de vedere gramatical prin transformarea sursei lor. Uneori, aceasta constă într-o scurtare. Bunăoară, formula fr  Et avec ça? (literal „Și cu asta?”), cu care un vânzător întreabă dacă clientul mai dorește ceva în afară de ce a cerut, este scurtarea lui Et avec ça qu’est-ce que je vous donne / que prendrez-vous? (lit. „Și cu asta ce vă dau / ce veți lua?”). Alt exemplu este fr  T’inquiète! care provine din Ne t’inquiète pas! „Nu te neliniști!” Unitatea sursă poate suferi transformări (Ne t’angoisse pas!, Ne vous inquiétez pas! „Nu vă neliniștiți!”), dar T’inquiète! nu mai poate suferi nicio transformare și se poate adresa numai unui destinatar pe care vorbitorul îl tutuiește. Există și transformare de sursă într-o formă gramaticală imposibilă în afara sensului pragmatic, de exemplu în fr  De quoi je me mêle! „Ce te amesteci!” (lit. „Ce mă amestec!”) (persoana I în locul persoanei a II-a).
Unitatea frazeologică pragmatică prezintă două asemănări cu interjecția: folosirea automată în situații corespunzătoare și intonația specifică. Astfel, unele asemenea unități corespund ca sens pragmatic unor interjecții, de pildă fr  Qu’est-ce que vous me dites là! „Ce tot spui acolo?!” și Ah bah! care exprimă mirarea. Unii lingviști consideră că și entitățile care în gramatica tradițională se socotesc a fi interjecții și propoziții neanalizabile, fie și date de un singur cuvânt, sunt unități frazeologice pragmatice de tip formulă. Exemple: fr  Soit! „Fie!” (exprimarea concesiei), Tiens! „Poftim!” (formulă ce însoțește înmânarea a ceva) sau „Ia te uită!” (exprimarea mirării), Merci (formulă de mulțumire), Allez! „Hai!” (îndemn).

### Alte formule
Dintre limbajele de specialitate, limbajul juridic este cel care iese în evidență prin folosirea unor sintagme și propoziții de tip formulă. Astfel, în cadrul Uniunii Europene sunt adoptate pentru documentele oficiale așa-numite „formulări standard”. Exemplu:
nu are temei legal – en  it has no real foundation – fr  il manque de base en droit – de  enthalte noch eine Rechtsgrundlage.
Formule aparte sunt cele de început al basmelor:
A fost odată ca niciodată…, fr  Il était une fois…, en  Once upon a time…, hu  Hol volt, hol nem volt… (lit. „Unde a fost, unde n-a fost…”).

### Parimii
Parimia este o „sentință lapidară normativă” ce se caracterizează prin morfologie ritmică, structură analogică și statut normativ. Termenul înglobează mai multe tipuri de unități frazeologice dificil de delimitat unul de altul: proverbul, dictonul, deviza, sloganul etc.

#### Proverbul
Proverbul este o parimie care cuprinde pe scurt un adevăr prezentat ca general referitor în principal la om, un sfat, o regulă de viață bazată pe înțelepciunea populară. Are caracter tradițional, fiind o creație orală, colectivă și anonimă.
Unii autori consideră proverbul un subtip din categoria unităților frazeologice pragmatice.
Din punct de vedere lingvistic, proverbul se aseamănă cu expresia idiomatică prin fixitate semantică (non-compoziționalitate), fixitate lexicală și fixitate formală cu grade variabile. Cu unele expresii idiomatice mai seamănă și prin caracterul metaforic. Se deosebește însă de expresiile idiomatice prin sensul său stabil, independent de situația de comunicare, și prin faptul că poate fi numai propoziție sau frază completă. Un exemplu tipic de proverb este fr  Chat échaudé craint l’eau froide (lit. „Pisica opărită se teme de apa rece”) „Cine s-a fript cu ciorbă suflă și în iaurt”.
Există și așa-numite „locuțiuni proverbiale”, care sunt expresii idiomatice provenind din proverbe. Acestea nu mai sunt proverbe propriu-zise, din cauza pierderii caracterului de propoziție. În franceză, proverbul bază începe cu Il faut / Il ne faut pas… sau On doit / On ne doit pas… „Trebuie / Nu trebuie…” și se continuă cu un verb la infinitiv cu sintagma sa. Această ultimă parte a proverbului devine locuțiune proverbială. Exemplu:
fr  Il ne faut pas vendre la peau de l’ours avant de l’avoir tué „Nu e bine să vinzi pielea ursului din pădure” → vendre la peau de l’ours avant de l’avoir tué.

#### Dictonul
Această parimie se aseamănă cu proverbul prin mai multe trăsături: se bazează pe înțelepciunea populară, are caracter oral, tradițional, colectiv și anonim, iar din punct de vedere gramatical se constituie din cel puțin o propoziție.
Unii autori consideră că dictonul se deosebește de proverb doar prin caracterul de afirmație directă, neconotată, neexploatabilă metaforic al primului. Astfel, fr  Qui ne risque rien n’a rien „Cine nu riscă nu câștigă” (lit. „Cine nu riscă numic nu are nimic”) ar fi un dicton.
Alți cercetători restrâng dictonul la o parimie ce prezintă ca adevăr, dar care poate fi o credință sau o superstiție, o observație legată de viața rurală, mai ales în legătură cu fenomenele meteorologice. Un exemplu de asemenea dicton este fr  En avril ne te découvre pas d’un fil ; en mai fais ce qu’il te plaît (lit. „În aprilie să nu te descoperi nici cu un fir; în mai fă ce-ți place”).

#### Deviza
Deviza este o unitate frazeologică de tip parimie, ce se caracterizează prin fixitate totală. A apărut în Evul Mediu, în Europa Occidentală, fiind asociată cu blazonul unei familii nobiliare și putând fi legată semantic de imaginea blazonului. La origine, deviza a fost un strigăt de luptă folosit în bătălia în urma căreia primul deținător al blazonului și-a câștigat titlul nobiliar. Ulterior, deviza a exprimat concis, cel mai adesea în limba latină, pietatea, loialitatea, vitejia sau alte calități ale celui care primea titlul. Un exemplu de deviză nobiliară este la  Forte scutum salus ducum „Un scut puternic este siguranța căpeteniilor”, care face aluzie la numele deținătorului ei, un anume lord Fortescue.
Cu timpul au primit blazon și deviză și orașe. De exemplu, deviza Parisului este la  Fluctuat nec mergitur „Se clatină pe valuri, dar nu se scufundă”. În prezent, multe țări au deviză, care face parte dintre simbolurile oficiale ale statului, alături de stemă, drapel și imn. De pildă, deviza Franței este Liberté, égalité, fraternité „Libertate, egalitate, fraternitate”. Actualmente, România nu are deviză, dar în perioada regilor din dinastia Hohenzollern aceasta era la  Nihil sine Deo „Nimic fără Dumnezeu”.

#### Sloganul
Sloganul este o unitate frazeologică concisă și expresivă, ușor de reținut, folosită în campaniile de publicitate pentru a lansa un produs sau o marcă comercială, ori în cadrul propagandei politice și sociale, pentru a câștiga oamenii de partea unor idei, organizații sau persoane. Mai ales în domeniul politic, în română se mai folosește cu acest sens și termenul „lozincă”. Sensul unor sloganuri este legat de un text sau o imagine care le însoțește, altele fiind autonome.
Prin forma sa concisă, frapantă și memorabilă, prin funcția de a avea efect asupra destinatarilor săi, sloganul se apropie de proverb și de dicton, dar se deosebește de acestea prin folosirea sa planificată, regulată și masivă, precum și prin durata sa de viață limitată la cea a unei campanii. Unele sloganuri sunt chiar dictoane folosite în forma lor originară, de exemplu Prietenul la nevoie se cunoaște (slogan pentru un medicament împotriva diareei). Tot cu forma originară mai sunt folosite ca sloganuri și expresii idiomatice (În al nouălea cer – slogan pentru un produs cosmetic) sau unele unități frazeologice pragmatice: S-auzim de bine! (pentru o companie de telefonie).
Unele sloganuri se bazează pe referințe istorice, civilizaționale, culturale ale comunității lingvistice. Exemple: Dezlegare la gust, Cea mai mare promoție de la Decebal încoace.
Pentru a fi expresiv, sloganul recurge la diverse procedee retorice prin care se exprimă raționamente, de exemplu:
- entimema (silogism trunchiat, în care una dintre premise este abandonată în profitul concluziei): Dacă exigența cere impecabilul, exigența cere X (pentru un detergent);
- dilema: fr  De Gaulle ou le chaos „De Gaulle sau haosul” (slogan din campania dinaintea referendumului din 1969 din Franța);
- implicarea (afirmație acceptabilă, pentru a face să se admită implicit altă afirmație pe care o presupune prima): Te ține o viață (implică „nu mai trebuie să îl/o schimbi niciodată”) (pentru produse de izolație termică);
- extrapolarea (extinderea unei noțiuni de la un domeniu la altul): Frumusețea este îngrijire (pentru un produs cosmetic);

În crearea sloganelor se aplică diverse figuri de stil:
- repetiție: Muncă, muncă..., muncă, muncă..., muncă, muncă… Dar totul este bine când se termină cu X (pentru o bere);
- metaforă: fr  La femme est une île, Fidji est son parfum „Femeia e o insulă, Fidji e parfumul ei” (pentru un parfum);
- comparație: fr  Des ongles durs comme du fer, une tenue d’enfer „Unghii tari ca fierul, o ținută trăznet” (pentru un lac de unghii);
- metonimie: Prospețimea care te apropie (pentru bomboane mentolate);
- personificare: Cafea cu suflet;
- antiteză: fr  Ça fait du bien où ça fait mal „Face bine unde doare” (lit. „Face bine unde face rău”) (pentru un medicament);
- întrebare retorică: fr  Qui a dit que le plaisir était défendu ? „Cine a spus că plăcerea e interzisă?” (pentru un produs lactat).

Unele slogane se realizează cu procedee ale limbajului poetic, precum:
- asonanța: en  I like Ike „Îmi place Ike” (sloganul lui Dwight David Eisenhower, supranumit Ike, în campaniile sale de alegeri pentru președintele SUA);
- rima: Una bună împreună (pentru o bere);
- ritmul: exemplul anterior.

Ca să fie atrăgător, sloganul tinde să fie spiritual, chiar umoristic, de aceea face apel la jocul de cuvinte bazat pe polisemie (Se dă la tuse – pentru un medicament) sau pe omonimie: fr  Lego développe l’égo „Lego dezvoltă egoul”.
În același scop se mai practică și deformarea conștientă a altor tipuri de unități frazeologice pentru a le transforma în slogan. Astfel, fr  Surpris en flagrants délices lit. „Surpinși în flagrante delicii” (slogan pentru o băutură alcoolică) este deformarea colocației flagrant délit „flagrant delict” din limbajul juridic; Berea după bere e plăcere are la origine dictonul Vinul după bere e plăcere; Paharul de dar se caută la X (slogan pentru o bere) are la bază proverbul Calul de dar nu se caută la dinți.
Din punct de vedere sintactic, sloganul este o propoziție completă sau incompletă, ori un grup de propoziții. Adesea, construcția sloganului exprimă calificarea produsului pentru care se face publicitate. Aceasta se face prin:
- o construcție de tip propoziție cu predicat nominal, în care subiectul este numele mărcii, iar verbul copulativ este omis, numele predicativ fiind articulat (exemplu: fr  X, un amour de parfum „X, o iubire de parfum”) sau nearticulat: fr  X, lunettes sans frontières „X, ochelari fără frontiere”;
- o propoziție cu predicat verbal la indicativ prezent (fr  Tous les chemins mènent à X „Toate drumurile duc la X”) sau la imperativ: fr  Découvrez la passion de la qualité „Descoperiți pasiunea calității”;
- o sintagmă verbală cu verbul la infinitiv: fr  Bâtir en confiance „A construi cu încredere”.

### Citatul celebru
Acesta este o unitate frazeologică cu o sursă istorică, , culturală sau literară pe vorbitorul o cunoaște, crede greșit că o cunoaște sau nu o cunoaște, dar știe că este vorba de un citat. În cazul altora, sursa lor s-a pierdut din conștiința vorbitorilor și nu mai sunt simțite ca citate.
Unele citate celebre se încadrează în unele dintre celelalte tipuri de unități frazeologice. De exemplu Și tu, Brutus? este o unitate frazeologică pragmatică ce exprimă reproșul.
Dacă mai multe comunități lingvistice au referințe istorice, civilizaționale, culturale etc. comune, unul și același citat poate fi prezent în mai multe limbi. Este cazul exemplului anterior. Există însă și citate care trăiesc într-o singură limbă, dacă sursa lor nu este împărtășită cu alte comunități lingvistice. Astfel este, de pildă Eu pentru cine votez?, în limba română.

### Clișeul verbal
Din punct de vedere lingvistic, orice unitate frazeologică poate fi considerată mai mult sau mai puțin clișeu, în funcție de frecvența folosirii sale și gradul de automatism cu care este folosită. După aceste criterii, de exemplu formulele de politețe, de salut etc. (vezi mai sus) sunt în mod evident clișee, fără ca în cazul lor acest termen să aibă sens peiorativ. Însă din punctul de vedere al esteticii clasice, clișeul este o unitate frazeologică banalizată prin frecvența sa considerată prea mare și, de aceea, de evitat. Exemple de clișee sunt ro  Luceafărul poeziei (spus despre Mihai Eminescu), fr  l’astre des nuits „astrul nopților” (pentru lună).